# Cheerleader (Lied)
Cheerleader ist ein Lied des jamaikanischen Reggae- und Urban-Pop-Sängers Omi. Das Stück ist die erste Singleauskopplung aus Omis Debütalbum Me 4 U. Die Single erlangte durch einen Remix des deutschen DJs Felix Jaehn größere Bekanntheit. Der Remix ist die zweite Singleauskopplung aus Jaehns Debütalbum I.

## Entstehung und Artwork
Geschrieben wurde das Lied von Mark Bradford, Clifton Dillon, Ryan Dillon, Sly Dunbar und Omar Samuel Pasley (Omi). Produziert wurde die Single von Clifton Dillon und Omi. Das Lied wurde zunächst unter dem Musiklabel Oufah Records, später unter Ultra Records veröffentlicht und unter Sony Music Entertainment vertrieben. Auf dem Cover der Single ist – neben Künstlernamen und Liedtitel – Omi, der von verschiedenen Animationen bestrahlt ist, zu sehen. Auf der Originalversion wird Omi in rot, auf der Felix Jaehn Remixversion in blau bestrahlt.

## Veröffentlichung und Promotion
Cheerleader wurde am 29. Juli 2012 erstmals als Single veröffentlicht. Die Veröffentlichung von Cheerleader (Felix Jaehn Remix) fand am 19. Mai 2014 als Single statt. Sowohl das Original als auch die Remixversion sind beide nur als einzelne Downloads erhältlich. 2014 wurde in Schweden eine Promo-Single mit zwei Remixversionen von Felix Jaehn veröffentlicht.
Im Februar 2015 untermalte Cheerleader (Felix Jaehn Remix) unter anderem einen Werbespot der RTL-II-Seifenoper Berlin – Tag & Nacht in Deutschland.

## Inhalt
Der Liedtext zu Cheerleader ist in englischer Sprache verfasst. Die Musik und der Text wurden gemeinsam von Mark Bradford, Clifton Dillon, Ryan Dillon, Sly Dunbar und Omar Samuel Pasley geschrieben beziehungsweise komponiert. Musikalisch bewegt sich das Original im Bereich der Reggae-Musik; die Felix-Jaehn-Remixversion im Bereich des Elektropops. Im Lied besingt Omi eine Frau, in die er verliebt ist und die ihn stets wie eine Cheerleaderin bei allem unterstützt und begleitet.

“Oh, I think that I found myself a cheerleader,

she is always right there when I need her.

Oh, I think that I found myself a cheerleader,

she is always right there when I need her.”

„Oh, ich glaub ich hab meine eigene Cheerleaderin gefunden,

sie ist immer da, wenn ich sie brauche.

Oh, ich glaub ich hab meine eigene Cheerleaderin gefunden,

sie ist immer da, wenn ich sie brauche.“

## Musikvideo
Das Musikvideo zu Cheerleader wurde in Los Angeles gedreht und feierte seine Premiere am 31. August 2012 auf dem YouTube-Profil von Omi. Das Video beginnt mit Omi, der zusammen mit seiner Freundin in einem BMW zu einer Bank fährt. Dort haben beide einen Termin, wobei sie es schafft, einen Bänker um den Finger zu wickeln und ihm den Tresorschlüssel zu entlocken. Zusammen verlassen beide mit gepackten Taschen die Bank und begeben sich mit ihrem BMW in eine Hinterhofgarage, in der sie das Auto austauschen. Am Ende des Videos fahren die beiden mit einem neuen Cabriolet auf einem Highway, wobei Omi während der Fahrt mit Geld um sich wirft. Das Video ist insgesamt 2:57 Minuten lang. Regie führte Tim Cash. Bis heute zählt es über 20 Millionen Aufrufe bei YouTube (Stand: Mai 2021).
Das Musikvideo zu Cheerleader (Felix Jaehn Remix) feierte am 5. November 2014 auf dem YouTube-Profil von Ultra Music seine Premiere. Es handelt sich um einen Zusammenschnitt der Originalvideos. Die Gesamtlänge des Videos ist 3:09 Minuten. Regie hierbei führte Lenny Bass. Bis heute zählt das Video über eine Milliarde Aufrufe bei YouTube (Stand: Mai 2021).

## Mitwirkende
| Liedproduktion - Mark Bradford: Komponist, Liedtexter - Clifton Dillon: Komponist, Liedtexter, Musikproduzent - Ryan Dillon: Komponist, Liedtexter - Sly Dunbar: Komponist, Liedtexter - Felix Jaehn: Abmischung - Omi: Gesang, Komponist, Liedtexter, Musikproduzent | Artwork - Lenny Bass: Regisseur (Remix) - Tim Cash: Regisseur (Original Musikvideo) Unternehmen - Oufah Records: Musiklabel - Sony Music Entertainment: Vertrieb - Ultra Records: Musiklabel |

## Preise
Beim Oster-Mega-Hit-Marathon des privaten Hörfunksender Radio Hamburg wählen die Hörer Cheerleader (Felix Jaehn Remix) auf Position eins von insgesamt 826 Liedern.

## Kommerzieller Erfolg

### Chartplatzierungen
Cheerleader (Felix Jaehn Remix) erreichte in Deutschland Position eins der Singlecharts und konnte sich insgesamt 57 Wochen in den Charts, 18 Wochen in den Top 10 und eine Woche an der Chartspitze platzieren. In Österreich erreichte die Single ebenfalls Position eins und konnte sich insgesamt eine Woche an der Spitze, 16 Wochen in den Top 10 und 48 Wochen in den Charts halten. In der Schweiz hielt sich die Single zwei Wochen an der Spitze, 24 Wochen in den Top 10 sowie 54 Wochen in den Charts. Im Vereinigten Königreich erreichte Cheerleader vier Wochen die Chartspitze, 17 Wochen die Top 10 und 64 Wochen die Charts. Auch in den Vereinigten Staaten erreichte die Single die Spitze der Charts, wo sie sich sechs Wochen halten konnte sowie 16 Wochen in den Top 10 und 35 Wochen in den Charts. 2015 platzierte sich Cheerleader (Felix Jaehn Remix) in den deutschen und österreichischen Single-Jahrescharts auf Position eins, sowie auf Position zwei in der Schweiz und dem Vereinigten Königreich und auf Position elf in den Vereinigten Staaten. Des Weiteren belegte die Single im selben Jahr hinter Are You with Me (Lost Frequencies) den zweiten Rang der deutschen Airplay-Jahrescharts, was es zum zweitmeistgespielten Radiohit des Jahres macht.
In den Vereinigten Staaten ist Cheerleader (Felix Jaehn Remix) der sechste Nummer-eins-Erfolg eines deutschen Künstlers. Es ist seit 1989 (Blame It on the Rain von Milli Vanilli) der erste deutsche Nummer-eins-Erfolg in den Staaten. Für Omi und Felix Jaehn als Interpreten ist dies weltweit der erste Charterfolg. Mit Ausnahme von Sly Dunbar ist es für alle Autoren der erste Nummer-eins-Erfolg in Deutschland, Dunbar erreichte bereits 2006 mit der Autorenbeteiligung für Rudebox eine Woche die Chartspitze der deutschen Singlecharts.
Des Weiteren erreichte Cheerleader (Felix Jaehn Remix) Position eins in Australien, Belgien (Flandern und Wallonie), Dänemark, Frankreich, Irland, Kanada, den Niederlanden, Polen, Schweden, der Slowakei, Tschechien und Ungarn. 2014 erreichte Cheerleader (Felix Jaehn Remix) erstmals die Spitzenposition in Schweden sowie kurze Zeit später in Dänemark, ehe die Single im Folgejahr internationale Chart- und Nummer-eins-Erfolge feierte.
| ChartsChartplatzierungen       | Höchstplatzierung | Wochen |
| ------------------------------ | ----------------- | ------ |
| Deutschland (GfK)              | 1 (57 Wo.)        | 57     |
| Österreich (Ö3)                | 1 (48 Wo.)        | 48     |
| Schweiz (IFPI)                 | 1 (54 Wo.)        | 54     |
| Vereinigte Staaten (Billboard) | 1 (35 Wo.)        | 35     |
| Vereinigtes Königreich (OCC)   | 1 (64 Wo.)        | 64     |

| ChartsJahrescharts (2015)      | Platzierung |
| ------------------------------ | ----------- |
| Deutschland (GfK)              | 1           |
| Österreich (Ö3)                | 1           |
| Schweiz (IFPI)                 | 2           |
| Vereinigte Staaten (Billboard) | 11          |
| Vereinigtes Königreich (OCC)   | 2           |

| ChartsJahrescharts (2010–2019) | Platzierung |
| ------------------------------ | ----------- |
| Österreich (Ö3)                | 30          |
| Vereinigte Staaten (Billboard) | 83          |
| Vereinigtes Königreich (OCC)   | 22          |

### Auszeichnungen für Musikverkäufe
Cheerleader (Felix Jaehn Remix) erhielt im Dezember 2022 eine vierfache Platin-Schallplatte für über 1,2 Millionen verkaufte Einheiten in Deutschland. Bereits im Februar 2019 erreichte die Single den Status eines Millionensellers, wofür es eine Diamantene Schallplatte gab. Damit zählt das Stück zu einem der meistverkauften Singles in Deutschland. Weltweit wurde Cheerleader (Felix Jaehn Remix) mit zwei Goldenen-, 51 Platin- und drei Diamantene Schallplatte ausgezeichnet. Damit erhielt die Single für über 10,4 Millionen verkaufte Exemplare Schallplattenauszeichnungen. Für beide Interpreten sind es weltweit die ersten Tonträgerzertifizierungen.
| Land/Region                  | Auszeichnungen für Musikverkäufe (Land/Region, Auszeichnung, Verkäufe) | Verkäufe   |
| ---------------------------- | ---------------------------------------------------------------------- | ---------- |
| Australien (ARIA)            | 6× Platin                                                              | 420.000    |
| Belgien (BRMA)               | 2× Platin                                                              | 60.000     |
| Dänemark (IFPI)              | 4× Platin                                                              | 240.000    |
| Deutschland (BVMI)           | 4× Platin                                                              | 1.200.000  |
| Frankreich (SNEP)            | Diamant                                                                | 250.000    |
| Italien (FIMI)               | 7× Platin                                                              | 350.000    |
| Kanada (MC)                  | Diamant                                                                | 800.000    |
| Mexiko (AMPROFON)            | Diamant · + 5× Gold                                                    | 450.000    |
| Neuseeland (RMNZ)            | 6× Platin                                                              | 180.000    |
| Österreich (IFPI)            | Platin                                                                 | 30.000     |
| Schweden (IFPI)              | 7× Platin                                                              | 280.000    |
| Spanien (Promusicae)         | 4× Platin                                                              | 160.000    |
| Südafrika (RISA)             | Gold                                                                   | 20.000     |
| Vereinigte Staaten (RIAA)    | 3× Platin                                                              | 3.000.000  |
| Vereinigtes Königreich (BPI) | 5× Platin                                                              | 3.000.000  |
| Insgesamt                    | 2× Gold · 51× Platin · 3× Diamant ·                                    | 10.440.000 |

## Coverversionen
- 2015: Pentatonix, die US-amerikanische A-cappella-Band nahm das Lied für ihr zweites Studioalbum Pentatonix auf und koppelte es am 21. August 2015 als Single aus.[35]
- 2016: Spongebob Schwammkopf, das Musikprojekt um Spongebob Schwammkopf veröffentlichte am 26. Februar 2016 eine Version unter dem Titel Cheerleader (Ski-Lieder) auf dem Album Das schwammose Album.[36]